# 五郷村 (愛知県)
五郷村（ごごうむら）は、愛知県中島郡にかつてあった村。自治体としては約2年半で消滅した。
現在の稲沢市の一部（平野町、小寺町・池部町・横地・重本など）に該当する。
村名は、5つの村が合併したことによるものである。

## 歴史
- 1889年（明治22年）10月1日 - 平野村、小寺村、池部村、横地村、重本村が合併し発足。
- 1902年（明治35年）4月25日 - 梅代村の一部、大塚村と合併し、大江村が発足。同日五郷村は廃止。